# Dubbelconcerto
Een dubbelconcerto of dubbelconcert is een concerto waarbij twee solisten een muzikale dialoog aangaan met de begeleidende groep, meestal een (strijk)orkest. 
Zoals het concerto, werd ook het dubbelconcerto ontwikkeld vanuit de triosonate en het concerto grosso tijdens de barokperiode. 
Beroemde voorbeelden vindt men bij in de Barok bij Bach, Vivaldi, Telemann, Graupner, verder bij de romantici Mendelssohn, Brahms, Bruch, enzovoort, en bij moderne componisten als Henk Badings, Jo van den Booren, Witold Lutosławski en anderen.

## Besproken werken
- Dubbelconcert voor hobo, harp en kamerorkest van Witold Lutosławski
- Dubbelconcert voor viool en cello van Ned Rorem
- Dubbelconcert voor viool en altviool van Jonathan Leshnoff
- Dubbelconcert voor twee violoncello's van Antonio Vivaldi
- Dubbelconcert voor hobo, klarinet en orkest van Leonardo Balada
- Noēsis, concert voor klarinet, viool en orkest van Erkki-Sven Tüür
- Concert voor klarinet, altviool en kamerorkest van Aulis Sallinen